# 佐野屋
佐野屋（さのや）は、千葉県印西市の大字。郵便番号270-2305。

## 地理
北は笠神、東は和泉屋、南東は笠神、南は押付、南西は笠神、西は川向に隣接している。

## 小字
小字は以下の通り。
- 上の割（かみのわり）
- 中の割（なかのわり）
- 下の割（しものわり）

## 歴史
江戸期は佐野屋新田であり、下総国印旛郡のうち。笠神埜原新田に属す。寛文年間笠神村御立野原を開発して成立。はじめ幕府領、元禄14年から佐倉藩領、享保8年から再び幕府領。村高は「元禄郷帳」「天保郷帳」ともに見えず、「旧高旧領」105石余。江戸中・後期は笠神埜原新田10か村組の1つで、天保3年十ヶ村請免状写によれば、畑・屋敷・埜地畑から成り反別17町7反余、年貢は永3貫426文余を上納（吉植家文書）。

### 年表
- 1873年（明治6年） - 千葉県に所属。
- 1889年（明治22年）4月1日 - 町村制施行し、下曽根新田、下井新田、松木新田、将監新田、中田切新田、長門屋新田、和泉屋新田、佐野屋新田、甚兵衛新田、中根新田、行徳新田、松虫新田、押付新田、萩原新田、安食卜杭新田の大部分、小林新田、酒直卜杭新田が合併し埜原村が発足。埜原村大字佐野屋新田となる。
- 1910年（明治43年） - 佐野屋新田が改称し、埜原村大字佐野屋となる[5]。
- 1913年（大正2年）4月1日 - 本郷村・埜原村が合併し、本埜村が発足。本埜村佐野屋となる。
- 2010年（平成22年）3月23日 - 印旛村・本埜村が印西市に編入。印西市佐野屋となる。

## 世帯数と人口
2017年（平成29年）10月31日現在の世帯数と人口は以下の通りである。
| 大字   | 世帯数 | 人口 |
| ------ | ------ | ---- |
| 佐野屋 | 12世帯 | 37人 |